# الدوري الإسباني الدرجة الثانية 1988–89
دوري الدرجة الثانية الإسباني 1988–89 (بالإسبانية: Segunda División de España 1988-89)‏ هو الموسم 58 من دوري الدرجة الثانية الإسباني. أشرف على تنظيمه الاتحاد الملكي الإسباني لكرة القدم، وكان عدد الأندية المشاركة فيه 20، وفاز فيه نادي كاستييون.